# Islas Lobeiras
Las Islas Lobeiras (Illas Lobeiras) son un pequeño archipiélago español de la provincia de La Coruña, frente a la costa de Carnota, Galicia, en plena ría de Corcubión. En realidad, son dos grupos de isletas, separadas entre sí un kilómetro y medio. 
El grupo con las mayores islas es el llamado Lobeira Grande, el otro es Lobeira Chica. La mayor de las islas del grupo de la Lobeira Grande (3 hectáreas de superficie) estuvo habitada por fareros; aún hoy se conserva el faro, pero automatizado. Todo este grupo de islitas fue escenario de un sinfín de naufragios, y sufrieron también a principios de 1900 un fuerte temporal, que dejó aislada a la familia de quien manejaba el faro, entonces activo. El total del archipiélago no sobrepasa las 7 hectáreas de superficie.